# Hans Ehinger (Politiker)
Hans Ehinger (* 1487 im Konstanz; † 1546 schwäbischen Memmingen) war Politiker und maßgeblich an der Confessio Tetrapolitana beteiligt.
Hans Ehinger stammt aus einer Handelsfamilie in Konstanz, die mit seinem Vater Hans Ehinger 1497 in das Patriziat aufsteigt. Sein Bruder ist der Welserfaktor Heinrich Ehinger. 1510/11 wird Hans Ehinger in Memmingen in die Großzunft aufgenommen – „Hans Ehinger von Costniz“. 1517 erwirbt er das Bürgerrecht der Reichsstadt Memmingen. Im Auftrag des Handelshauses der Vöhlin und Welser unternahm Hans Ehinger zahlreiche Reisen. Als Faktor des Bartholomäus Welser befasste sich dabei nicht nur mit der Kolonisation Venezuelas, sondern auch mit der Finanzierung der Kaiserwahl von Karl V. Durch seinen Bruder Ulrich, welcher kaiserlicher Rat war, die verwandtschaftlichen Beziehungen zu Ambrosius Blarer aus Konstanz und den Neidhart in Ulm, war Hans Ehinger eine der Schlüsselfiguren in der Reformation in Oberschwaben. Besonders in Memmingen war er führend für die Einführung der Reformation tätig. Als die Reichsstädte Konstanz, Straßburg, Lindau und Memmingen sich 1530 zur Confessio Tetrapolitana bekannten, geriet Ehinger beim Reichstag in Augsburg in Konflikt mit Kaiser Karl V.
Vor allem durch Ehinger wollte der Rat der Stadt nicht die komplette Verantwortung für die Überzeugung zum neuen Glauben übernehmen. Deshalb wurden in der Stadt alle männlichen Bürger per Abstimmung befragt. Hierbei stimmten von 812 Berechtigten 751 für die neue Lehre. Hans Ehingers letzte politische Arbeit lag in dem Beitritt 1531 zum Schmalkaldischen Bund, welcher die Gemeinschaft mit den evangelischen Fürsten und Reichsstädten darstellte. Dadurch konnte dem Kaiser widerstanden werden, welcher die Städte aufforderte, ihrem grausamen Irrtum abzuschwören.
Zwischen 1526 und 1532 findet sich Ehinger als Ratsherr, Geheimer Rat und Meister der Großzunft. 1532 zog er sich aus der Politik zurück und lebte bis zu seinem Tod im oberschwäbischen Memmingen.